# طواف بلجيكا 2021
طواف بلجيكا 2021 (بالفرنسية: Tour de Belgique 2021)‏ هو سباق دراجات هوائية، وهو الموسم رقم 90 من طواف بلجيكا، وأقيم خلال الفترة 9 يونيو 2021، وحتى 13 يونيو 2021، وهو أحد سباقات سلسلة سباقات الاتحاد الدولي للدراجات للمحترفين 2021، وشارك فيه 144 متسابقاً ووصل إلى نهايته 137 متسابقاً.
فاز فيه بالمركز الأول رمكو أفينبول، وبالمركز الثاني يفيس لامارت، وبالمركز الثالث جياني مارشان، والفائز حسب ترتيب السرعة Cédric Beullens ‏، والفائز في ترتيب النقاط كاليب إيوان، والفريق الفائز في ترتيب الفرق فريق جومبو-فيسما.

## الفرق
| فرق عالمية (8)- Bora-Hansgrohe - Deceuninck-Quick Step - Intermarché-Wanty-Gobert Matériaux - Jumbo-Visma - Lotto Soudal - Qhubeka Assos - Team DSM - Trek-Segafredo فرق برو (9)- Alpecin-Fenix - Arkéa-Samsic - 2021 بي آند بي هوتيلز ‏ - Bardiani CSF Faizanè - بنجوال دبليو بي 2021 ‏ - نوفو نورديسك 2021 ‏ - سبورت فلاندرين بالويس 2021 ‏ - Total Direct Énergie - 2021 ويلير تريستينا-سيل إيطاليا ‏ فرق قارية (3)- بيت سايكلنج 2021 ‏ - Baloise–Trek Lions ‏ - تارتيلتو-ايزوريكس 2021 ‏ |  |
| |  |

## المراحل
| قائمة المراحل | قائمة المراحل | قائمة المراحل                      | قائمة المراحل          | قائمة المراحل | قائمة المراحل   | قائمة المراحل |
| المرحلة       | التاريخ       | الدورة                             |                        | المسافة (كم)  | الفائز بالمرحلة | القائد العام  |
| ------------- | ------------- | ---------------------------------- | ---------------------- | ------------- | --------------- | ------------- |
| مرحلة 1       | 9 يونيو       | بيفيرن – Maarkedal ‏                | مرحلة مستوية           | 175٫3         | Robbe Ghys ‏     | رمكو أفينبول  |
| مرحلة 2       | 10 يونيو      | كنوكه- هايست – كنوكه- هايست        | نوع المرحلة غير معروف. | 11٫2          | رمكو أفينبول    | رمكو أفينبول  |
| مرحلة 3       | 11 يونيو      | Gingelom ‏ – Scherpenheuvel-Zichem ‏ | مرحلة مستوية           | 174٫4         | كاليب إيوان     | رمكو أفينبول  |
| مرحلة 4       | 12 يونيو      | Hamoir ‏ – Hamoir ‏                  | مرحلة جبلية            | 152٫7         | كاليب إيوان     | رمكو أفينبول  |
| مرحلة 5       | 13 يونيو      | تورنهاوت – Beringen ‏               | مرحلة مستوية           | 178٫7         | مارك كافنديش    | رمكو أفينبول  |

## النتيجة

### مرحلة 1
هي مرحلة بسيطة، أقيمت في 9 يونيو 2021، وامتدّت لمسافة 175.3 كيلومتر. فاز بالمرحلة Robbe Ghys ‏، وكان متصدر الترتيب العام في نهاية المرحلة رمكو أفينبول.
| التصنيف العام         | التصنيف العام   | التصنيف العام | التصنيف العام                      | التصنيف العام     |
| العداء                | العداء          | البلد         | الفريق                             | الوقت             |
| --------------------- | --------------- | ------------- | ---------------------------------- | ----------------- |
| 1                     | رمكو أفينبول    | بلجيكا        | دكونيك كويك ستب                    | 4 س 05 دقيقة 00 ث |
| 2                     | Robbe Ghys ‏     | بلجيكا        | Sport Vlaanderen-Baloise           | + 5 ث             |
| 3                     | جياني مارشان    | بلجيكا        | Tarteletto-Isorex                  | + 8 ث             |
| 4                     | ديميتري كلايس   | بلجيكا        | Qhubeka Assos                      | + 41 ث            |
| 5                     | جاسبر فيليبسين  | بلجيكا        | Alpecin-Fenix                      | + 43 ث            |
| 6                     | جاسبر دي بويست  | بلجيكا        | لوتو سودال                         | + 43 ث            |
| 7                     | Toon Aerts ‏     | بلجيكا        | Baloise Trek Lions                 | + 43 ث            |
| 8                     | Ide Schelling ‏  | هولندا        | بورا هانسغروه                      | + 43 ث            |
| 9                     | Boy van Poppel ‏ | هولندا        | Intermarché-Wanty-Gobert Matériaux | + 43 ث            |
| 10                    | بريان كوكار     | فرنسا         | B&B Hotels p/b KTM                 | + 43 ث            |
| مصدر: ProCyclingStats |                 |               |                                    |                   |

### مرحلة 2
هي مرحلة من نوع سباق زمن فردي، أقيمت في 10 يونيو 2021، وامتدّت لمسافة 11.2 كيلومتر. فاز بالمرحلة رمكو أفينبول، وكان متصدر الترتيب العام في نهاية المرحلة رمكو أفينبول.
| التصنيف العام         | التصنيف العام      | التصنيف العام   | التصنيف العام      | التصنيف العام     |
| العداء                | العداء             | البلد           | الفريق             | الوقت             |
| --------------------- | ------------------ | --------------- | ------------------ | ----------------- |
| 1                     | رمكو أفينبول       | بلجيكا          | دكونيك كويك ستب    | 4 س 17 دقيقة 00 ث |
| 2                     | يفيس لامارت        | بلجيكا          | دكونيك كويك ستب    | + 45 ث            |
| 3                     | جياني مارشان       | بلجيكا          | Tarteletto-Isorex  | + 53 ث            |
| 4                     | Finn Fisher-Black ‏ | نيوزيلندا       | Jumbo-Visma        | + 1 دقيقة 01 ث    |
| 5                     | Koen Bouwman ‏      | هولندا          | Jumbo-Visma        | + 1 دقيقة 07 ث    |
| 6                     | كونور سويفت        | المملكة المتحدة | اركيا سامسيك       | + 1 دقيقة 09 ث    |
| 7                     | Ide Schelling ‏     | هولندا          | بورا هانسغروه      | + 1 دقيقة 10 ث    |
| 8                     | Oscar Riesebeek ‏   | هولندا          | Alpecin-Fenix      | + 1 دقيقة 10 ث    |
| 9                     | Pascal Eenkhoorn ‏  | هولندا          | Jumbo-Visma        | + 1 دقيقة 10 ث    |
| 10                    | Toon Aerts ‏        | بلجيكا          | Baloise Trek Lions | + 1 دقيقة 15 ث    |
| مصدر: ProCyclingStats |                    |                 |                    |                   |

### مرحلة 3
هي مرحلة بسيطة، أقيمت في 11 يونيو 2021، وامتدّت لمسافة 174.4 كيلومتر. فاز بالمرحلة كاليب إيوان، وكان متصدر الترتيب العام في نهاية المرحلة رمكو أفينبول.
| التصنيف العام         | التصنيف العام      | التصنيف العام   | التصنيف العام                | التصنيف العام     |
| العداء                | العداء             | البلد           | الفريق                       | الوقت             |
| --------------------- | ------------------ | --------------- | ---------------------------- | ----------------- |
| 1                     | رمكو أفينبول       | بلجيكا          | دكونيك كويك ستب              | 8 س 13 دقيقة 43 ث |
| 2                     | يفيس لامارت        | بلجيكا          | دكونيك كويك ستب              | + 45 ث            |
| 3                     | جياني مارشان       | بلجيكا          | Tarteletto-Isorex            | + 53 ث            |
| 4                     | Finn Fisher-Black ‏ | نيوزيلندا       | Jumbo-Visma Development Team | + 1 دقيقة 01 ث    |
| 5                     | Koen Bouwman ‏      | هولندا          | Jumbo-Visma                  | + 1 دقيقة 07 ث    |
| 6                     | كونور سويفت        | المملكة المتحدة | اركيا سامسيك                 | + 1 دقيقة 09 ث    |
| 7                     | Ide Schelling ‏     | هولندا          | بورا هانسغروه                | + 1 دقيقة 10 ث    |
| 8                     | Oscar Riesebeek ‏   | هولندا          | Alpecin-Fenix                | + 1 دقيقة 10 ث    |
| 9                     | Pascal Eenkhoorn ‏  | هولندا          | Jumbo-Visma                  | + 1 دقيقة 10 ث    |
| 10                    | Toon Aerts ‏        | بلجيكا          | Baloise Trek Lions           | + 1 دقيقة 15 ث    |
| مصدر: ProCyclingStats |                    |                 |                              |                   |

### مرحلة 4
هي مرحلة جبلية، أقيمت في 12 يونيو 2021، وامتدّت لمسافة 152.7 كيلومتر. فاز بالمرحلة كاليب إيوان، وكان متصدر الترتيب العام في نهاية المرحلة رمكو أفينبول.
| التصنيف العام         | التصنيف العام      | التصنيف العام   | التصنيف العام                | التصنيف العام      |
| العداء                | العداء             | البلد           | الفريق                       | الوقت              |
| --------------------- | ------------------ | --------------- | ---------------------------- | ------------------ |
| 1                     | رمكو أفينبول       | بلجيكا          | دكونيك كويك ستب              | 11 س 51 دقيقة 31 ث |
| 2                     | يفيس لامارت        | بلجيكا          | دكونيك كويك ستب              | + 45 ث             |
| 3                     | جياني مارشان       | بلجيكا          | Tarteletto-Isorex            | + 53 ث             |
| 4                     | Finn Fisher-Black ‏ | نيوزيلندا       | Jumbo-Visma Development Team | + 1 دقيقة 01 ث     |
| 5                     | Koen Bouwman ‏      | هولندا          | Jumbo-Visma                  | + 1 دقيقة 07 ث     |
| 6                     | كونور سويفت        | المملكة المتحدة | اركيا سامسيك                 | + 1 دقيقة 09 ث     |
| 7                     | Ide Schelling ‏     | هولندا          | بورا هانسغروه                | + 1 دقيقة 10 ث     |
| 8                     | Oscar Riesebeek ‏   | هولندا          | Alpecin-Fenix                | + 1 دقيقة 10 ث     |
| 9                     | Toon Aerts ‏        | بلجيكا          | Baloise Trek Lions           | + 1 دقيقة 15 ث     |
| 10                    | جاسبر دي بويست     | بلجيكا          | لوتو سودال                   | + 1 دقيقة 15 ث     |
| مصدر: ProCyclingStats |                    |                 |                              |                    |

### مرحلة 5
هي مرحلة بسيطة، أقيمت في 13 يونيو 2021، وامتدّت لمسافة 178.7 كيلومتر. فاز بالمرحلة مارك كافنديش، وكان متصدر الترتيب العام في نهاية المرحلة رمكو أفينبول.
| التصنيف العام         | التصنيف العام      | التصنيف العام   | التصنيف العام                | التصنيف العام      |
| العداء                | العداء             | البلد           | الفريق                       | الوقت              |
| --------------------- | ------------------ | --------------- | ---------------------------- | ------------------ |
| 1                     | رمكو أفينبول       | بلجيكا          | دكونيك كويك ستب              | 15 س 41 دقيقة 59 ث |
| 3                     | جياني مارشان       | بلجيكا          | Tarteletto-Isorex            | + 56 ث             |
| 4                     | Finn Fisher-Black ‏ | نيوزيلندا       | Jumbo-Visma Development Team | + 1 دقيقة 04 ث     |
| 5                     | Ide Schelling ‏     | هولندا          | بورا هانسغروه                | + 1 دقيقة 08 ث     |
| 6                     | Koen Bouwman ‏      | هولندا          | Jumbo-Visma                  | + 1 دقيقة 08 ث     |
| 7                     | كونور سويفت        | المملكة المتحدة | اركيا سامسيك                 | + 1 دقيقة 12 ث     |
| 8                     | Oscar Riesebeek ‏   | هولندا          | Alpecin-Fenix                | + 1 دقيقة 13 ث     |
| 9                     | Toon Aerts ‏        | بلجيكا          | Baloise Trek Lions           | + 1 دقيقة 13 ث     |
| 10                    | جاسبر دي بويست     | بلجيكا          | لوتو سودال                   | + 1 دقيقة 18 ث     |
|                       | يفيس لامارت        | بلجيكا          | دكونيك كويك ستب              | + 46 ث             |
| مصدر: ProCyclingStats |                    |                 |                              |                    |

## التصنيف العام النهائي
| التصنيف العام         | التصنيف العام      | التصنيف العام   | التصنيف العام                | التصنيف العام      |
| العداء                | العداء             | البلد           | الفريق                       | الوقت              |
| --------------------- | ------------------ | --------------- | ---------------------------- | ------------------ |
| 1                     | رمكو أفينبول       | بلجيكا          | دكونيك كويك ستب              | 15 س 41 دقيقة 59 ث |
| 2                     | يفيس لامارت        | بلجيكا          | دكونيك كويك ستب              | + 46 ث             |
| 3                     | جياني مارشان       | بلجيكا          | Tarteletto-Isorex            | + 56 ث             |
| 4                     | Finn Fisher-Black ‏ | نيوزيلندا       | Jumbo-Visma Development Team | + 1 دقيقة 04 ث     |
| 5                     | Ide Schelling ‏     | هولندا          | بورا هانسغروه                | + 1 دقيقة 08 ث     |
| 6                     | Koen Bouwman ‏      | هولندا          | Jumbo-Visma                  | + 1 دقيقة 08 ث     |
| 7                     | كونور سويفت        | المملكة المتحدة | اركيا سامسيك                 | + 1 دقيقة 12 ث     |
| 8                     | Oscar Riesebeek ‏   | هولندا          | Alpecin-Fenix                | + 1 دقيقة 13 ث     |
| 9                     | Toon Aerts ‏        | بلجيكا          | Baloise Trek Lions           | + 1 دقيقة 13 ث     |
| 10                    | جاسبر دي بويست     | بلجيكا          | لوتو سودال                   | + 1 دقيقة 18 ث     |
| مصدر: ProCyclingStats |                    |                 |                              |                    |

### تصنيف النقاط
| تصنيف النقاط          | تصنيف النقاط   | تصنيف النقاط    | تصنيف النقاط                       | تصنيف النقاط |
| العداء                | العداء         | البلد           | الفريق                             | النقاط       |
| --------------------- | -------------- | --------------- | ---------------------------------- | ------------ |
| 1                     | كاليب إيوان    | أستراليا        | لوتو سودال                         | 71 نقطة      |
| 2                     | بريان كوكار    | فرنسا           | B&B Hotels p/b KTM                 | 64 نقطة      |
| 3                     | رمكو أفينبول   | بلجيكا          | دكونيك كويك ستب                    | 45 نقطة      |
| 4                     | جاسبر دي بويست | بلجيكا          | لوتو سودال                         | 34 نقطة      |
| 5                     | داني فان بوبيل | هولندا          | Intermarché-Wanty-Gobert Matériaux | 32 نقطة      |
| 6                     | Robbe Ghys ‏    | بلجيكا          | Sport Vlaanderen-Baloise           | 30 نقطة      |
| 7                     | مارك كافنديش   | المملكة المتحدة | دكونيك كويك ستب                    | 30 نقطة      |
| 8                     | دافيد باليريني | إيطاليا         | دكونيك كويك ستب                    | 29 نقطة      |
| 9                     | Ide Schelling ‏ | هولندا          | بورا هانسغروه                      | 28 نقطة      |
| 10                    | تيم ميرلير     | بلجيكا          | Alpecin-Fenix                      | 25 نقطة      |
| مصدر: ProCyclingStats |                |                 |                                    |              |

## تصنيف الفرق

### الفرق حسب الوقت
| تصنيف الفرق حسب الوقت | تصنيف الفرق حسب الوقت              | تصنيف الفرق حسب الوقت | تصنيف الفرق حسب الوقت |
| الفريق                | الفريق                             | البلد                 | الوقت                 |
| --------------------- | ---------------------------------- | --------------------- | --------------------- |
| 1                     | Jumbo-Visma                        | هولندا                | 47 س 09 دقيقة 47 ث    |
| 2                     | Alpecin-Fenix                      | بلجيكا                | + 35 ث                |
| 3                     | Intermarché-Wanty-Gobert Matériaux | بلجيكا                | + 1 دقيقة 19 ث        |
| 4                     | لوتو سودال                         | بلجيكا                | + 3 دقيقة 51 ث        |
| 5                     | B&B Hotels p/b KTM                 | فرنسا                 | + 4 دقيقة 02 ث        |
| 6                     | Bingoal Pauwels Sauces WB          | بلجيكا                | + 4 دقيقة 15 ث        |
| 7                     | دكونيك كويك ستب                    | بلجيكا                | + 4 دقيقة 17 ث        |
| 8                     | Qhubeka Assos                      | جنوب أفريقيا          | + 4 دقيقة 23 ث        |
| 9                     | اركيا سامسيك                       | فرنسا                 | + 4 دقيقة 53 ث        |
| 10                    | Total Direct Énergie               | فرنسا                 | + 5 دقيقة 40 ث        |
| مصدر: ProCyclingStats |                                    |                       |                       |

## تصانيف فرعية

### تصنيف أفضل مقاتل
| تصنيف أفضل مقاتل      | تصنيف أفضل مقاتل      | تصنيف أفضل مقاتل | تصنيف أفضل مقاتل                   | تصنيف أفضل مقاتل |
| العداء                | العداء                | البلد            | الفريق                             | النقاط           |
| --------------------- | --------------------- | ---------------- | ---------------------------------- | ---------------- |
| 1                     | توماس سبرينجرز        | بلجيكا           | Sport Vlaanderen-Baloise           | 56 نقطة          |
| 2                     | Jan-Willem van Schip ‏ | هولندا           | رومبوت تشارلز                      | 50 نقطة          |
| 3                     | كوينتن هيرمانز        | بلجيكا           | Intermarché-Wanty-Gobert Matériaux | 34 نقطة          |
| 4                     | Tom Dernies ‏          | بلجيكا           | Xelliss-Roubaix Lille Métropole    | 30 نقطة          |
| 5                     | ويل كلارك             | أستراليا         | تريك سيغافريدو                     | 22 نقطة          |
| 6                     | فكتور كامبنارتس       | بلجيكا           | Qhubeka Assos                      | 19 نقطة          |
| 7                     | دايفيد باوتشر         | بلجيكا           | Tarteletto-Isorex                  | 18 نقطة          |
| 8                     | توم فان أسبروك        | بلجيكا           | Israel Start-Up Nation             | 17 نقطة          |
| 9                     | Andreas Kron ‏         | الدنمارك         | لوتو سودال                         | 16 نقطة          |
| 10                    | Emīls Liepiņš ‏        | لاتفيا           | تريك سيغافريدو                     | 16 نقطة          |
| مصدر: ProCyclingStats |                       |                  |                                    |                  |

| تصنيف أفضل مقاتل      | تصنيف أفضل مقاتل      | تصنيف أفضل مقاتل | تصنيف أفضل مقاتل                   | تصنيف أفضل مقاتل |
| العداء                | العداء                | البلد            | الفريق                             | النقاط           |
| --------------------- | --------------------- | ---------------- | ---------------------------------- | ---------------- |
| 1                     | توماس سبرينجرز        | بلجيكا           | Sport Vlaanderen-Baloise           | 56 نقطة          |
| 2                     | Jan-Willem van Schip ‏ | هولندا           | رومبوت تشارلز                      | 50 نقطة          |
| 3                     | كوينتن هيرمانز        | بلجيكا           | Intermarché-Wanty-Gobert Matériaux | 34 نقطة          |
| 4                     | Tom Dernies ‏          | بلجيكا           | Xelliss-Roubaix Lille Métropole    | 30 نقطة          |
| 5                     | ويل كلارك             | أستراليا         | تريك سيغافريدو                     | 22 نقطة          |
| 6                     | فكتور كامبنارتس       | بلجيكا           | Qhubeka Assos                      | 19 نقطة          |
| 7                     | دايفيد باوتشر         | بلجيكا           | Tarteletto-Isorex                  | 18 نقطة          |
| 8                     | توم فان أسبروك        | بلجيكا           | Israel Start-Up Nation             | 17 نقطة          |
| 9                     | Andreas Kron ‏         | الدنمارك         | لوتو سودال                         | 16 نقطة          |
| 10                    | Emīls Liepiņš ‏        | لاتفيا           | تريك سيغافريدو                     | 16 نقطة          |
| مصدر: ProCyclingStats |                       |                  |                                    |                  |

## وصلات خارجية
- الموقع الرسمي
- لمحة عن سباق طواف بلجيكا 2021 على موقع  ProCyclingStats   (برو  سايكلنج  ستاتس) - إحصاءات  محترفي  الدراجات.
- طواف بلجيكا 2021 على موقع إحصائيات الدراجات الإحترافية (الإنجليزية)